# Кравченко Яків Кирилович
Яків Кирилович Кра́вченко (19 березня 1909, Бистрик — 19 грудня 1982, Київ) — український радянський скульптор; член Спілки радянських художників України з 1944 року.

## Біографія
Народився 19 березня 1909 року в селі Бистрику (нині Конотопський район Сумської області, Україна). 1941 року закінчив Київський художній інститут, де навчався у Леоніда Шервуда та Макса Гельмана.
Жив у Києві, в будинку на вулиці Академіка Філатова № 10а, квартира № 1. Помер у Києві 19 грудня 1982 року.

## Творчість
Працював у галузі станкової та монументальної скульптури. Використовував гіпс, дерево, бронзу, мармур. Серед робіт:
- монумент двічі Герою Соціалістичної Праці Парасковії Ангеліній у Старобешевеому (1962; бронза, граніт);

портрети
- Героя Радянського Союзу Андрія Гриба (1949, мармур);
- Героя Радянського Союз Івана Зайцева (1955, мармур);
- «Курсант військового училища В. І. Зайцев» (1957);
- народного художника УРСР Миколи Глущенка (1971, гіпс);

Окремі твори зберігаються у Національному музеї історії України, Полтавському, Харківському, Луганському, Чернівському художніх музеях.